# Fraates (marzobã)
Fraates (em latim: Phraātēs; em grego: Φραάτης; romaniz.: Phraátēs; em armênio: Հրահատ; romaniz.: Hrahat; m. 589) foi um general persa do século VI que desempenhou função durante o reinado de Hormisda IV (r. 579–590).

## Nome
Fraates (Φραάτης, Phraátēs; Phraātēs), Afraates (Aφραάτης, Aphraátēs; Aphraātēs) ou Fraoates (Φραõάτης, Phraoátēs) são as formas grega e latinas do parta Fraate (𐭐𐭓𐭇𐭕, Frahāt), que derivou do iraniano antigo Fraata (*Frahāta-), "adquirido". Foi registrado em siríaco como Afraate (em siríaco: ܐܦܪܗܛ, Ap̄rahaṭ), armênio como Raate (Հրահատ, Hrahat) e em persa novo como Afraate (فرهاد, Afrahāt) e Farade (فرهاد, Farhād).

## Vida
Sobrinho do general Cardarigano, aparece pela primeira vez na primavera de 586, quando comandou a ala esquerda do exército sassânida na Batalha de Solacão. Segundo Sebeos, ele sucedeu Palave como marzobã da Armênia e dirigiu-se para Nísibis como aliado militar de seu povo, onde foi derrotado e então conseguiu uma vitória. Ao retornar para a Armênia, fez uma expedição bem-sucedida em Calcajur, em Besnúnia, na província de Turuberânia, a oeste do lago de Vã. René Grousset considera que essa batalha foi uma escaramuça entre as forças persas e alguns dissidentes armênios, enquanto Geoffrey Greatrex considera a possibilidade de, na verdade, ter sido um conflito com uma força expedicionária bizantina que em 588 havia sido enviada para atacar Arzanena.
Em 589, Afraates aparece como comandante de um exército que deslocou-se em direção a Martirópolis para auxiliar Mebodes contra o general Filípico. Filípico estava sitiando Mebodes em Martirópolis, mas foi incapaz de impedir que Afraates unisse forças com os defensores da cidade. No outono de 589, Afraates foi morto na Batalha de Sisarbano por Heráclio, o Velho.